# 貝爾茅斯 (蒙大拿州)
貝爾茅斯（英語：Bearmouth）是位於美國蒙大拿州格拉尼特縣的鬼鎮。

## 歷史
貝爾茅斯的郵局於1875年設立，其後於1949年停運。

## 地理
貝爾茅斯所處的海拔為高於海平面1159米（即3802英呎），而該地所採用的時區為UTC-7，即北美山地時區（MST）。同時該地設有夏令時間，為UTC-7調快一小時，即UTC-6（MDT）。